# Caeruleuptychia penicillata
Caeruleuptychia penicillata är en fjärilsart som beskrevs av Frederick DuCane Godman 1905. Caeruleuptychia penicillata ingår i släktet Caeruleuptychia och familjen praktfjärilar. Inga underarter finns listade i Catalogue of Life.